# Otto Stenroth
Otto Eliel Stenroth, född 13 maj 1861 i Saarijärvi, död 16 december 1939 i Helsingfors, var en finländsk bankman och politiker.

## Bankman
Otto Stenroth blev juris kandidat 1886. Han var bankman och tillhörde stiftarna av Kansallis-Osake-Pankki (KOP), var medlem av bankens styrelse 1889–1906, verkställande direktör för Fastighetsbanken 1907–1918 och chef för Finlands Bank 1918–1923.

## Politiker
Stenroth satt även i lantdagen 1891–1900 som medlem av borgarståndet. Från 1908 till 1909 var han chef för handelsexpeditionen. Som utrikesminister mellan maj och november 1918 sökte han bevaka Finlands neutralitet och undvika en alltför ensidig tysk orientering. 1924 blev han ordförande i föreningen Norden i Finland. Han var Finlands ordenskansler.
Han blev Kommendör med stora korset av Kungl. Nordstjärneorden 1925.